# Hoa hậu Hoàn vũ 2022
Hoa hậu Hoàn vũ 2022 là cuộc thi Hoa hậu Hoàn vũ lần thứ 71, được tổ chức vào ngày 14 tháng 1 năm 2023 tại Trung tâm Hội nghị New Orleans Morial, New Orleans, Louisiana, Hoa Kỳ. Hoa hậu Hoàn vũ 2021 Harnaaz Sandhu đến từ Ấn Độ đã trao lại vương miện cho người kế nhiệm R'Bonney Gabriel đến từ Hoa Kỳ.
Các thí sinh đến từ 84 quốc gia và vùng lãnh thổ sẽ tranh tài tại cuộc thi năm nay. Cuộc thi sẽ được dẫn chương trình bởi Jeannie Mai và Hoa hậu Hoàn vũ 2012 Olivia Culpo. Lần gần đây nhất Culpo giữ vai trò người dẫn chương trình trong cuộc thi Hoa hậu Hoàn vũ 2020, trong khi lần gần đây nhất Mai làm phóng viên hậu trường trong cuộc thi Hoa hậu Hoàn vũ 2014. Hoa hậu Hoàn vũ 2018 Catriona Gray và Zuri Hall sẽ đóng vai trò phóng viên hậu trường. Điều này sẽ đánh dấu lần đầu tiên trong lịch sử 70 năm có một ban dẫn chương trình hoàn toàn là phụ nữ.
Đây sẽ là phiên bản đầu tiên của cuộc thi được tổ chức dưới quyền sở hữu của Tập đoàn JKN Global có trụ sở tại Thái Lan, đã mua Tổ chức Hoa hậu Hoàn vũ từ WME/IMG vào ngày 26 tháng 10 năm 2022.. Cuộc thi sẽ là sự kiện đầu tiên kể từ năm 1962 không được truyền hình trực tiếp trên bất kỳ kênh truyền hình lớn nào của Mỹ, nhưng nó sẽ được phát sóng trên nhà cung cấp dịch vụ phát trực tuyến Roku với tư cách là đài truyền hình chính thức. Đây cũng là sự kiện Hoa hậu Hoàn vũ đầu tiên được phát sóng bởi các mạng truyền hình của Tập đoàn Toàn cầu JKN, JKN18 và JKN-CNBC với tư cách là đài truyền hình chính thức của cuộc thi cho Thái Lan, nơi đặt trụ sở mở rộng của Tổ chức Hoa hậu Hoàn vũ.

## Thông tin cuộc thi

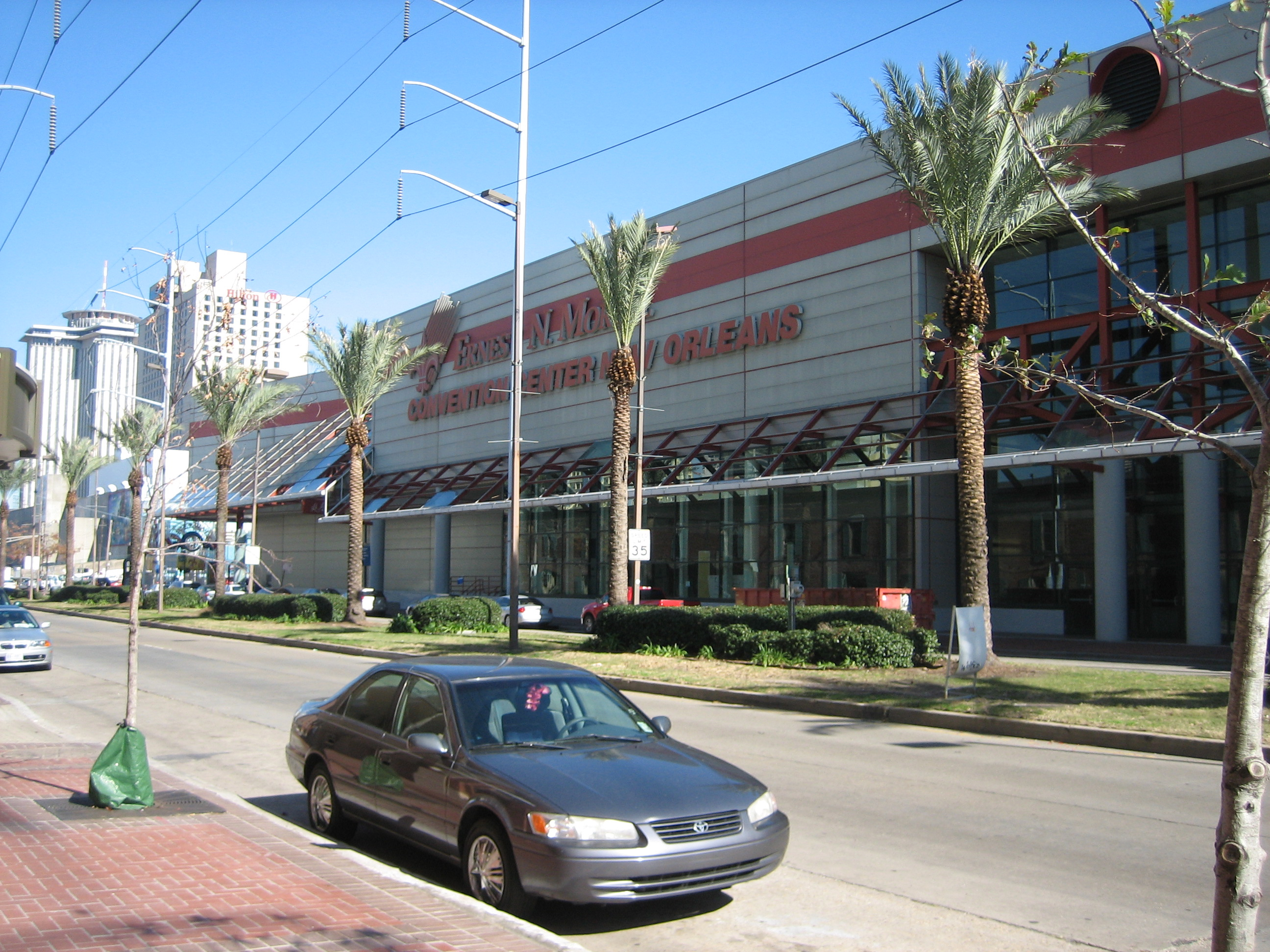
Trung tâm Hội nghị New Orleans Morial ở New Orleans, địa điểm chính thức diễn ra cuộc thi Hoa hậu Hoàn vũ 2022.

### Địa điểm tổ chức
Vào tháng 9 năm 2022, tờ El Vocero của Puerto Rico báo cáo rằng một email đã được gửi đến các giám đốc quốc gia nói rằng Hoa hậu Hoàn vũ năm 2022 sẽ được tổ chức vào quý đầu tiên của năm 2023, do có khả năng xảy ra xung đột về ngày với FIFA World Cup 2022 vào tháng 11 và tháng 12 năm 2022. El Vocero cũng thông báo rằng Los Angeles, Miami, và New Orleans ở Hoa Kỳ và Nha Trang ở Việt Nam được coi là những thành phố đăng cai tiềm năng.
Cuối tháng 9, chủ tịch Tổ chức Hoa hậu Hoàn vũ (MUO) Paula Shugart tuyên bố trong một cuộc phỏng vấn với ABS-CBN News và Current Affairs rằng cuộc thi sẽ được tổ chức vào tháng 1 năm 2023, xác nhận rằng lý do hoãn lại là để tránh xung đột tiềm ẩn với FIFA World Cup 2022. Shugart cũng xác nhận rằng thành phố đăng cai có thể sẽ được công bố trong tuần tới. Vào ngày 19 tháng 9, MUO thông báo rằng cuộc thi sẽ được tổ chức vào ngày 14 tháng 1 năm 2023 tại Trung tâm Hội nghị New Orleans Morial ở New Orleans, Louisiana Hoa Kỳ. Đây là lần thứ tư trong lịch sử của cuộc thi mà bỏ qua đúng năm tổ chức, theo cuộc thi năm 2022 được tổ chức vào tháng 1 năm 2023.

## Kết quả

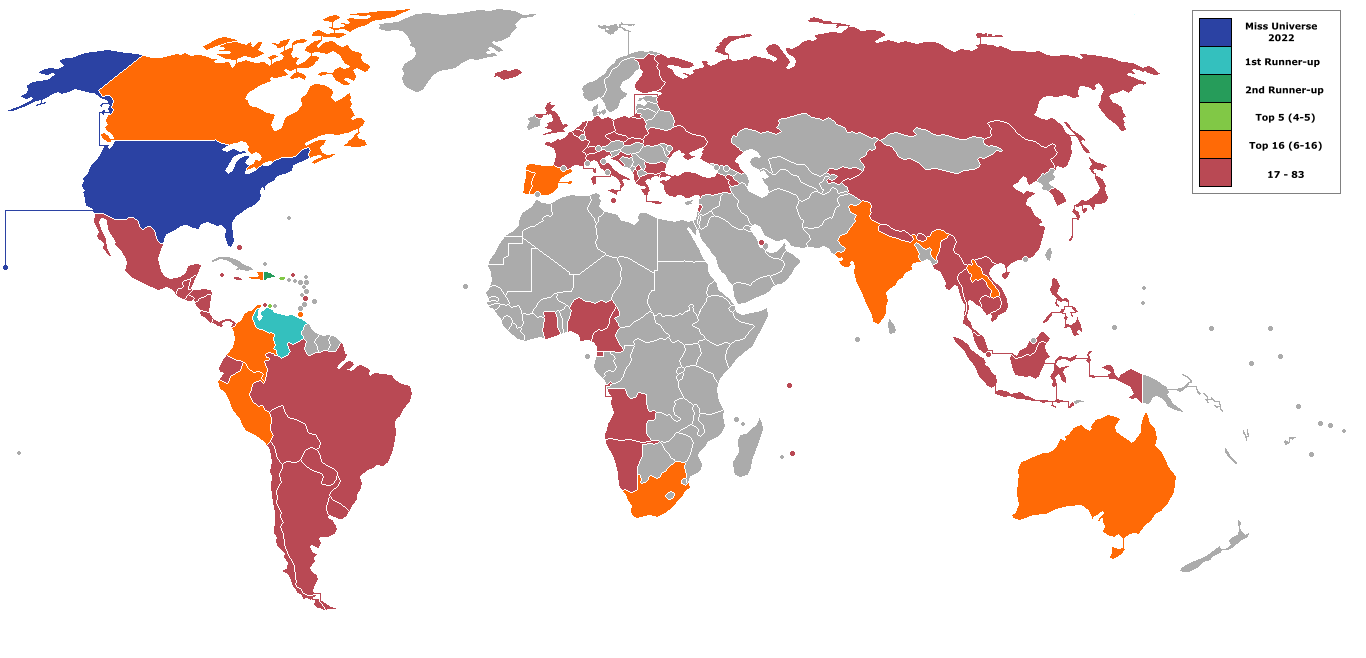
Các quốc gia và lãnh thổ tham gia Hoa hậu Hoàn vũ 2022 và kết quả.

### Thứ hạng
| Kết quả              | Thí sinh |
| -------------------- | --- |
| Hoa hậu Hoàn vũ 2022 | - Hoa Kỳ – R'Bonney Gabriel |
| Á hậu 1              | - Venezuela – Amanda Dudamel |
| Á hậu 2              | - Cộng hòa Dominica – Andreína Martínez |
| Top 5                | - Curaçao – Gabriëla Dos Santos - Puerto Rico – Ashley Cariño |
| Top 16               | - Úc – Monique Riley - Canada – Amelia Tu - Colombia – María Fernanda Áitizábal - Haiti – Mideline Phelizor - Ấn Độ – Divita Rai - Lào – Payengxa Lor § - Peru – Alessia Rovegno - Bồ Đào Nha – Telma Madeira - Nam Phi – Ndavi Nokeri - Tây Ban Nha – Alicia Faubel - Trinidad và Tobago – Tya Jané Ramey |

§: Thí sinh được vào thẳng Top 16 do bình chọn từ khán giả.

### Thứ tự công bố
| 1. Puerto Rico 2. Haiti 3. Úc 4. Cộng hòa Dominica 5. Lào 6. Nam Phi 7. Bồ Đào Nha 8. Canada 9. Perú 10. Trinidad và Tobago 11. Curaçao 12. Ấn Độ 13. Venezuela 14. Tây Ban Nha 15. Hoa Kỳ 16. Colombia | 1. Venezuela 2. Hoa Kỳ 3. Puerto Rico 4. Curaçao 5. Cộng hòa Dominica | 1. Cộng hòa Dominica 2. Hoa Kỳ 3. Venezuela |

### Giải thưởng phụ
| Giải thưởng                 | Thí sinh                                           |
| --------------------------- | -------------------------------------------------- |
| Spirit of Carnival Award    | - Ukraine – Viktoria Apanasenko                    |
| Social Impact Award         | - Thái Lan – Anna Sueangam-iam                     |
| Hoa hậu Thân thiện          | - Chile – Sofia Depassier - Malta – Maxine Formosa |
| Swimsuit Cape Vote          | - Việt Nam – Nguyễn Thị Ngọc Châu                  |
| Trang phục dân tộc đẹp nhất | - Ukraine – Viktoria Apanasenko                    |

## Chương trình

### Hội đồng giám khảo
Vào ngày 10 tháng 1 năm 2023, Ban tổ chức đã công bố Hội đồng Giám khảo năm nay:
- Emily Austin – Diễn viên, nhà báo tường thuật sự kiện thể thao, người mẫu và người có ảnh hưởng trên mạng xã hội Hoa Kỳ.
- Wendy Fitzwilliam – Diễn viên, người mẫu, luật sư và Hoa hậu Hoàn vũ 1998 đến từ Trinidad và Tobago.
- Myrka Dellanos – Người dẫn chương trình truyền hình và phát thanh, nhà báo người Mỹ.
- Mara Martin – Người mẫu người Mỹ và nhà sáng lập Vyral Media PR.
- Kathleen Ventrella – Giám đốc Marketing và thành viên hội đồng quản trị của Impact Wave (với tư cách giám khảo vòng bán kết).
- Olivia Jordan – Diễn viên, người mẫu, người dẫn chương trình truyền hình, Hoa hậu Thế giới Mỹ 2013, Hoa hậu Mỹ 2015 và Á hậu 2 Hoa hậu Hoàn vũ 2015 (với tư cách giám khảo vòng bán kết).
- Ximena Navarrete – Diễn viên, người mẫu, người dẫn chương trình truyền hình và Hoa hậu Hoàn vũ 2010 đến từ Mexico (với tư cách giám khảo vòng chung kết).
- Big Freedia – Rapper và nghệ sĩ biểu diễn người Mỹ (với tư cách giám khảo vòng chung kết).
- Olivia Quido – Giám đốc điều hành và người sáng lập O Skin Med Spa (với tư cách giám khảo vòng chung kết).
- Sweta Patel – Nhà văn, thành viên hội đồng Forbes và người sáng lập Healveda (với tư cách giám khảo vòng chung kết).

## Thí sinh tham gia
Cuộc thi có tổng cộng 84 thí sinh tham gia:
| Quốc gia/ Vùng lãnh thổ | Thí sinh                   | Tuổi | Quê quán          |
| ----------------------- | -------------------------- | ---- | ----------------- |
| Albania                 | Deta Kokomani              | 21   | Durrës            |
| Angola                  | Swelia Antonio             | 25   | Luanda            |
| Argentina               | Bárbara Cabrera            | 26   | Buenos Aires      |
| Armenia                 | Kristina Ayanian           | 25   | Yerevan           |
| Aruba                   | Kiara Arends               | 23   | Oranjestad        |
| Úc                      | Monique Riley              | 27   | Sydney            |
| Bahrain                 | Evlin Khalifa              | 24   | Riffa             |
| Bỉ                      | Chayenne van Aarle         | 23   | Antwerp           |
| Belize                  | Ashley Lightburn           | 22   | Thành phố Belize  |
| Bhutan                  | Tashi Choden               | 20   | Wangdue Phodrang  |
| Bolivia                 | Camila Sanabria            | 28   | Santa Cruz        |
| Brazil                  | Mia Mamede                 | 26   | Vitória           |
| Quần đảo Virgin (Anh)   | Lia Claxton                | 18   | Tortola           |
| Bulgaria                | Kristina Krastinova        | 26   | Byala Slatina     |
| Campuchia               | Manita Hang                | 23   | Phnôm Pênh        |
| Cameroon                | Monalisa Mouketey          | 26   | Buea              |
| Canada                  | Amelia Tu                  | 20   | Vancouver         |
| Quần đảo Cayman         | Chloe Powery-Doxey         | 25   | George Town       |
| Chile                   | Sofia Depassier            | 24   | Santiago          |
| Trung Quốc              | Jiang Sichen               | 26   | Thượng Hải        |
| Colombia                | María Fernanda Aristizábal | 24   | Armenia           |
| Costa Rica              | Fernanda Rodríguez         | 24   | Alajuela          |
| Croatia                 | Arijana Podgajski          | 19   | Krapina           |
| Curaçao                 | Gabriëla Dos Santos        | 20   | Willemstad        |
| Cộng hòa Séc            | Sára Mikulenková           | 20   | Valašské Meziříčí |
| Cộng hòa Dominica       | Andreína Martínez          | 24   | Santiago          |
| Ecuador                 | Nayelhi González           | 26   | Esmeraldas        |
| El Salvador             | Alejandra Guajardo         | 26   | Cabañas           |
| Guinea Xích Đạo         | Alba Isabel Obama          | 20   | Mbini             |
| Phần Lan                | Petra Hämäläinen           | 26   | Savonlinna        |
| Pháp                    | Floriane Bascou            | 20   | Le Lamentin       |
| Đức                     | Soraya Kohlmann            | 24   | Leipzig           |
| Ghana                   | Engracia Mofuman           | 27   | Kumasi            |
| Anh Quốc                | Noky Simbani               | 25   | Derby             |
| Hy Lạp                  | Korina Emmanouilidou       | 22   | Kozani            |
| Guatemala               | Ivana Batchelor            | 21   | Quetzaltenango    |
| Haiti                   | Mideline Phelizor          | 27   | Port-au-Prince    |
| Honduras                | Rebeca Rodríguez           | 20   | San Pedro Sula    |
| Iceland                 | Hrafnhildur Haraldsdóttir  | 18   | Reykjavik         |
| Ấn Độ                   | Divita Rai                 | 24   | Mangalore         |
| Indonesia               | Laksmi De-Neefe Suardana   | 26   | Bali              |
| Ý                       | Virginia Stablum           | 24   | Trento            |
| Jamaica                 | Toshami Calvin             | 26   | Saint Thomas      |
| Nhật Bản                | Marybelen Sakamoto         | 23   | Chiba             |
| Hàn Quốc                | Hanna Kim                  | 27   | Seoul             |
| Kosovo                  | Roksana Ibrahimi           | 21   | Pristina          |
| Kyrgyzstan              | Altynai Botoyarova         | 18   | Bishkek           |
| Lào                     | Payengxa Lor               | 21   | Viêng Chăn        |
| Liban                   | Yasmina Zaytoun            | 20   | Kfarchouba        |
| Malaysia                | Lesley Cheam               | 26   | Semenyih          |
| Malta                   | Maxine Formosa             | 21   | St. Julian's      |
| Mauritius               | Alexandrine Belle-Étoile   | 25   | Curepipe          |
| Mexico                  | Irma Miranda               | 26   | Ciudad Obregón    |
| Myanmar                 | Zar Li Moe                 | 20   | Kachin            |
| Namibia                 | Cassia Sharpley            | 21   | Windhoek          |
| Nepal                   | Sophiya Bhujel             | 27   | Kathmandu         |
| Hà Lan                  | Ona Moody                  | 25   | Amsterdam         |
| Nicaragua               | Norma Huembes              | 24   | San Marcos        |
| Nigeria                 | Montana Onose Felix        | 21   | Edo               |
| Na Uy                   | Ida Hauan                  | 26   | Trondheim         |
| Panama                  | Solaris Barba              | 23   | Panama            |
| Paraguay                | Leah Ashmore               | 27   | Villarrica        |
| Peru                    | Alessia Rovegno            | 24   | Lima              |
| Philippines             | Celeste Cortesi            | 24   | Pasay             |
| Ba Lan                  | Aleksandra Klepaczka       | 22   | Łódź              |
| Bồ Đào Nha              | Telma Madeira              | 22   | Póvoa de Varzim   |
| Puerto Rico             | Ashley Cariño              | 27   | Fajardo           |
| Nga                     | Anna Linnikova             | 22   | Orenburg          |
| Saint Lucia             | Sheris Paul                | 26   | Castries          |
| Seychelles              | Gabriella Gonthier         | 24   | Mahé              |
| Singapore               | Carissa Yap                | 22   | Singapore         |
| Slovakia                | Karolina Michálčiková      | 23   | Trenčín           |
| Nam Phi                 | Ndavi Nokeri               | 23   | Limpopo           |
| Tây Ban Nha             | Alicia Faubel              | 25   | Alicante          |
| Thụy Sĩ                 | Alia Guindi                | 19   | Valais            |
| Thái Lan                | Anna Sueangam-iam          | 23   | Băng Cốc          |
| Quần đảo Bahamas        | Angel Cartwright           | 27   | Long Island       |
| Trinidad và Tobago      | Tya Jané Ramey             | 24   | Port of Spain     |
| Thổ Nhĩ Kỳ              | Aleyna Şirin               | 21   | Istanbul          |
| Ukraine                 | Viktoria Apanasenko        | 28   | Chernihiv         |
| Uruguay                 | Carla Romero               | 24   | Montevideo        |
| Hoa Kỳ                  | R'Bonney Gabriel           | 28   | San Antonio       |
| Venezuela               | Amanda Dudamel             | 22   | Mérida            |
| Việt Nam                | Nguyễn Thị Ngọc Châu       | 28   | Tây Ninh          |

## Chú ý

### Lần đầu tham gia
- Bhutan

### Trở lại
- Lần cuối tham gia vào năm 1995:
  -  Seychelles
- Lần cuối tham gia vào năm 2017:
  -  Trinidad và Tobago
- Lần cuối tham gia vào năm 2018:
  -  Kyrgyzstan
  -  Liban
  -  Thụy Sĩ
- Lần cuối tham gia vào năm 2019:
  -  Angola
  -  Saint Lucia
- Lần cuối tham gia vào năm 2020:
  -  Belize
  -  Indonesia
  -  Malaysia
  -  Myanmar
  -  Uruguay

### Chỉ định
- Armenia – Kristina Ayanian được chỉ định làm "Hoa hậu Hoàn vũ Armenia 2022". Cô là Hoa hậu Boston 2020 và đại diện Armenia tại Hoa hậu Hòa bình Quốc tế 2021.
- Bulgaria – Kristina Krastinova được chỉ định làm "Hoa hậu Hoàn vũ Bulgaria 2022". Cô là Hoa hậu Sofia 2019.
- Colombia – María Fernanda Áitizábal được chỉ định làm "Hoa hậu Hoàn vũ Colombia 2022" bởi Natalie Ackermann, Giám đốc quốc gia của cuộc thi "Hoa hậu Hoàn vũ Colombia". Cô đăng quang "Hoa hậu Colombia 2019" và theo dự kiến sẽ tham gia Hoa hậu Hoàn vũ 2020 nhưng điều đó đã không diễn ra do Tổ chức Hoa hậu Colombia mất bản quyền Hoa hậu Hoàn vũ. Người chiến thắng ấn bản Hoa hậu Hoàn vũ Colombia năm nay sẽ có 1 năm chuẩn bị cho cuộc thi năm sau.
- Cộng hòa Séc – Sára Mikulenková được chỉ định làm "Hoa hậu Hoàn vũ Cộng hòa Séc 2022" vì tổ chức Hoa hậu Séc quyết định Hoa hậu Séc 2022 sẽ dự thi vào năm 2023 vì vấn đề thời gian tổ chức Hoa hậu Séc 2022. Cô là một trong những thí sinh lọt Top 20 Hoa hậu Séc 2022.
- Cộng hòa Dominica – Andreína Martinez được chỉ định là "Hoa hậu Hoàn vũ Cộng hòa Dominican 2022". Cô là Hoa hậu Cộng hòa Dominica 2021. Ban đầu cô được dự kiến sẽ thi đấu tại Hoa hậu Hoàn vũ 2021, nhưng do cô đã được chẩn đoán dương tính với COVID-19 trước cuộc thi nên cô được thay thế bởi Á hậu 1 là Debbie Áflalo.
- Hàn Quốc – Hanna Kim được chỉ định là "Hoa hậu Hoàn vũ Hàn Quốc 2022". Cô là Á hậu 1 Hoa hậu Hoàn vũ Hàn Quốc 2021.
- Mauritius – Alexandrine Belle-Étoile được chỉ định là "Hoa hậu Hoàn vũ Mauritius 2022". Cô từng đại diện cho Mauritius tại Hoa hậu Siêu quốc gia 2022.
- Panama – Solaris Barba được chỉ định là "Hoa hậu Hoàn vũ Panama 2022". Cô là Hoa hậu Thế giới Panama 2018.
- Bồ Đào Nha – Telma Madeira được bổ nhiệm là "Hoa hậu Hoàn vũ Bồ Đào Nha 2022". Cô là Hoa hậu Trái đất Bồ Đào Nha 2018.
- Seychelles – Gabriella Gonthier được chỉ định là "Hoa hậu Hoàn vũ Seychelles 2022".
- Ukraine – Viktoria Apanasenko được chỉ định là "Hoa hậu Hoàn vũ Ukraine 2022". Cô là Á hậu 1 Hoa hậu Hoàn vũ Ukraine 2021.
- Uruguay – Carla Romero được chỉ định là "Hoa hậu Hoàn vũ Uruguay 2022". Cô từng lọt Top 8 Hoa hậu Thế giới Uruguay 2022.

### Thay thế
- Bolivia – Camila Sanabria được chỉ định làm "Hoa hậu Hoàn vũ Bolivia 2022" vì Hoa hậu Bolivia 2022, Fernanda Pavisic bị truất ngôi vị vì cô có hành động không chuẩn mực. Cô là Á hậu 1 Hoa hậu Bolivia 2022 và là đại diện của Bolivia tại Hoa hậu Hòa bình Quốc tế 2022.
- Quần đảo Cayman – Chloe Powery-Doxey được chỉ định làm "Hoa hậu Hoàn vũ Quần đảo Cayman 2022" vì Hoa hậu Hoàn vũ Quần đảo Cayman 2022, Tiffany Conolly phải đối mặt với vụ kiện tụng của cô. Cô là Á hậu 1 Hoa hậu Hoàn vũ Quần đảo Cayman 2022.[100]
- Pháp – Floriane Bascou được chỉ định là "Hoa hậu Hoàn vũ Pháp 2022" vì Hoa hậu Pháp 2022, Diane Leyre quyết định không tham gia vì không đủ thời gian chuẩn bị cho cuộc thi và cô quyết định thi phiên bản năm sau. Cô là Á hậu 1 Hoa hậu Pháp 2022[101].

### Bỏ cuộc
Trong thời gian diễn ra cuộc thi
- Na Uy – Ida Hauan đã phải rút lui trước đêm chung kết vài tiếng sau khi có kết quả dương tính với COVID-19.

Trước cuộc thi
- Đan Mạch,  Hungary,  Ireland,  Israel,  Kenya,  Maroc,  Romania,  Thụy Điển: Không có cuộc thi cấp quốc gia hoặc đại diện được chỉ định[102] [103]
- Kazakhstan – Diana Tashimbetova ban đầu là đại diện của Kazakhstan, nhưng đã bị tước danh hiệu và không được thay thế bởi giám đốc quốc gia của Kazakhstan sau một loạt tranh chấp giữa Tashimbetova và chủ sở hữu liên quan đến việc Tashimbetova không nhận được sự ủng hộ của họ khi cô tham gia Hoa hậu Hoàn vũ.[104] Sau đó, cô là đại diện của Kazakhstan tại Hoa hậu Sắc đẹp Quốc tế 2024.[105]

### Không tham gia
- Latvia – Kate Alexeeva dự kiến sẽ tham gia cuộc thi, nhưng đã rút lui do mắc COVID-19 trước khi khởi hành[106]. Cô sẽ tham gia vào phiên bản tiếp theo.